# Cordillera de los Frailes

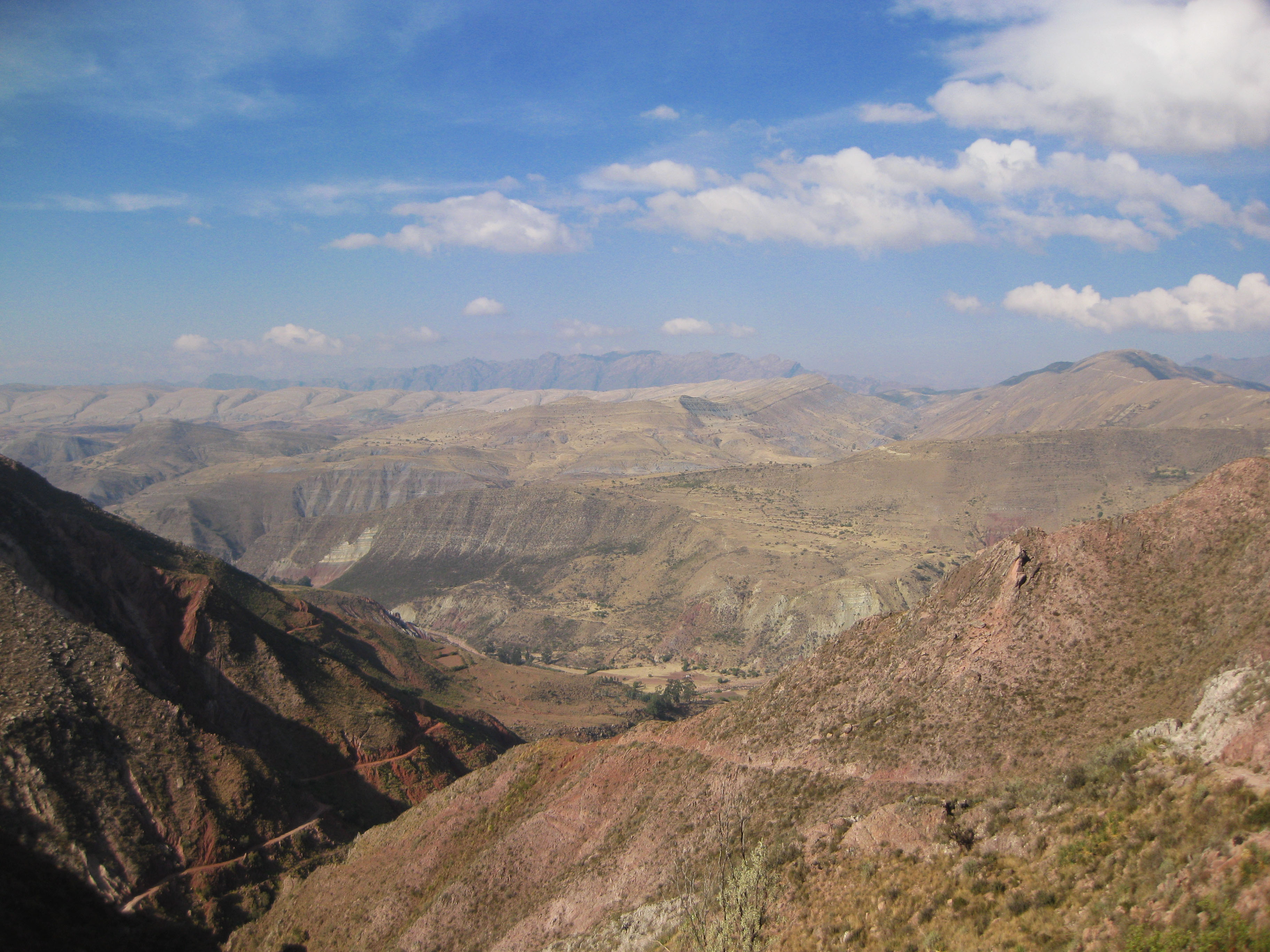
Cordillera de los Frailes.

La cordillera de los Frailes es una formación orogénica de los Andes en Bolivia que se extiende de norte a sur ubicada en el noreste del departamento de Potosí.
La Cordillera de los Frailes, forma parte de la Cordillera Central boliviana y divide los departamentos de Chuquisaca y Potosí. Allí viven los Jalq’a, con unos 20.000 habitantes que hablan quechua que viven en comunidades a una altura entre 2.500 a 3.500 m s. n. m., y se dedican al cultivo de la papa, trigo, cebada y la cría de ovejas y cabras. 

## Cumbres
La Cordillera de los Frailes contiene menos cumbres que la Cordillera de Lípez al sur o la de los Azanaques al norte. Los picos más altos de la zona son el Jatun Mundo Quri Warani (Volcán Nuevo Mundo) (5.438 m), el Jatun Wila Qullu (5.214 m) en la parte sudoccidental de la región, así como el Michaga (5300 m), el Santa Juana (5100 m) y el Gracias a Dios (5060 m).

## Hidrología
Debido a su situación, sin salida al mar, la cordillera de los Frailes da lugar a la formación de pocos ríos, de importancia suprarregional. El principal río de la región es el Pilcomayo, que atraviesa la zona de noroeste a sureste.